# Gesepteerd steenglimschoteltje
Gesepteerd steenglimschoteltje (Lecania nylanderiana) is een korstmossoort uit het geslacht glimschoteltje (Lecania). Het komt voor op bomen en leeft in symbiose met een chlorococcoïde alg.

## Determinatie
Gesepteerd steenglimschoteltje is een korstvormig korstmos. Het thallus is grijs tot wit van kleur. Het heeft bruinachtig tot zwarte schotelvormige apotheciën. De ascosporen zijn kleurloos, hebben 3 transversale septa en zijn 12–18 micrometer lang en 4–5 micrometer breed.

## Ecologie
De soort groeit epilitisch op kalkhoudende, basische rotsen.

## Verspreiding
Het verspreidingsgebied van gesepteerd glimschoteltje strekt zich uit over Eurazië, Noord-Amerika (inclusief Mexico) en het Arctische gebied. In Nederland is de soort zeer zeldzaam.